# Mississippi – Fluß der Hoffnung
Mississippi – Fluß der Hoffnung (The Cure) ist ein Film von Peter Horton aus dem Jahre 1995. Das Coming-of-Age-Drama behandelt die Freundschaft zweier Jungen aus dem amerikanischen Bundesstaat Minnesota, von denen einer nach einer Bluttransfusion mit HIV infiziert ist. Gemeinsam suchen sie – letztendlich vergeblich – nach einer Heilung für die Krankheit und durchleben dabei eine Reihe von Abenteuern, die ihre Freundschaft stärken.

## Handlung
Das Filmdrama spielt in der Kleinstadt Stillwater (Minnesota) in der Nähe des Flusses Mississippi.
Der ca. dreizehnjährige Erik ist ein Außenseiter und flüchtet sich vor der Schule und seiner kaltherzigen und arbeitssüchtigen, getrennt vom Vater lebenden Mutter Gail in eigene Fantasiewelten, welche er mit Actionfiguren nachspielt. Direkt benachbart und abgeschirmt von einem hohen Holzzaun wohnt der elfjährige Dexter, von dem allgemein bekannt ist, dass er an AIDS leidet. Obwohl Gail, die von Angst und Vorurteilen gegenüber AIDS geprägt ist, ihrem Sohn jeden Umgang mit Dexter untersagt hat, lernen sie sich eines Tages in den Sommerferien näher kennen, zunächst noch, indem sie durch den Zaun hindurch sprechen, ohne sich zu sehen.
Ihre gemeinsamen Spielinteressen lassen nach und nach eine Freundschaft zwischen ihnen entstehen, sodass Erik bald immer wieder heimlich über den Zaun steigt, um mit Dexter zu spielen. Außerdem fahren sie gemeinsam auf einem Luftring über Bäche in der Nachbarschaft oder ziehen durch Stillwater, wobei sie unter anderem von einer Gruppe Jugendlicher aus Eriks Klasse als „Schwuchtel“ beschimpft werden; ein Hinweis auf die „AIDS-Hysterie“ und der damit verbundenen Stigmatisierung Homosexueller in den 80er und frühen 90er Jahren.
Linda, Dexters Mutter, welche deutlich herzlicher und fürsorglicher als Gail ist, schließt Erik schon bald in ihr Herz, sodass er immer öfter bei ihnen zu Abend isst und seine Zeit verbringt, zunächst unbemerkt von seiner eigenen fast immer abwesenden Mutter.
Als Erik in zunehmendem Maße Dexters Krankheitssymptome mitbekommt, schmiedet er gemeinsam mit seinem Freund den Plan, in der Natur der Umgebung nach einer Pflanze zu suchen, die AIDS heilen kann.
Außerdem erfahren sie zufällig durch eine Zeitungsschlagzeile, dass ein Arzt aus New Orleans behauptet, ein Heilmittel für AIDS gefunden zu haben. Linda lehnt es jedoch ab, sie nach New Orleans zu fahren, da sie den Arzt nach Rücksprache mit dem Krankenhaus für einen Scharlatan hält.
Eines Tages isst Dexter von einer giftigen Pflanze, die herbeigerufenen Notärzte werden von Linda zu Erik geschickt, der ein Tagebuch mit eingeklebten Blättern der probierten Heilmittel führt und ihnen damit die Quelle der Vergiftung nennen kann. Auf diese Weise erfährt Gail zum ersten Mal über den heimlichen Umgang ihres Sohnes mit Dexter.
Außer sich vor Zorn verprügelt sie Erik und will ihn so schnell wie möglich in ein Ferienlager für Jugendliche schicken, um so den Umgang mit Dexter in den restlichen Sommerferien zu unterbinden.
Als Erik nun klar wird, dass ihm die Zeit davon läuft, schlägt er Dexter vor, auf eigene Faust den Arzt in New Orleans aufzusuchen. Sie brechen heimlich von zuhause aus und machen sich mit einem behelfsmäßigen Floß auf einem Nebenfluss zu zweit auf den Weg zum Mississippi, um über diesem nach New Orleans zu gelangen.
Sie gelangen zum Mississippi, bemerken jedoch schnell, dass sie bei weitem zu langsam sind und der mitgenommene Vorrat an Dexters Medikamenten nicht für die ganze Fahrt reichen wird. Deshalb versuchen sie, auf einem Schiff mitzufahren.
Es gelingt ihnen, auf einer Yacht zweier junger Männer in Richtung New Orleans mitgenommen zu werden, wobei Erik all sein Bargeld als „Fahrtkosten“ ausgeben muss. Sie gelangen nun deutlich schneller vorwärts, bemerkten aber bald, dass den Eigentümern nach dem Zustieg zweier attraktiver Frauen nicht mehr daran gelegen ist, auf direktem Wege New Orleans zu gelangen, sondern vielmehr daran, nächtliche Bootsparties zu feiern. Bei einer passenden Gelegenheit stiehlt Erik daher das von ihm zuvor entdeckte Bargeld der Männer, sie flüchten vom Boot und gelangen in eine nahegelegene Stadt.
Mit dem gestohlenen Geld wollen sie Busfahrkarten nach New Orleans kaufen, werden aber im letzten Moment von den Bootseigentümern gefunden. Nachdem eine Flucht in einer Sackgasse endet, bedroht Erik einen der Männer mit einem Messer und wird seinerseits mit einem noch größeren Messer bedroht. Dexter nimmt Erik sein Messer ab und schneidet sich in die Hand, woraufhin er die blutverschmierte Klinge den Männern entgegenhält und ihnen offenbart, dass er AIDS hat und somit todbringendes Gift in seinen Adern fließen würde.
Auf diese Weise gelingt es ihnen, die Männer in die Flucht zu schlagen.
Dexters Gesundheit verschlechtert sich nach dem Schnitt rapide, sodass Erik keine andere Möglichkeit mehr sieht, als wieder nach Hause zu fahren, um ihn in ein Krankenhaus bringen zu können. Ohne Dexter davon zu informieren, ruft er dessen Mutter an und bucht ein Busticket zurück nach Stillwater.
Dexters restliches Leben spielt sich im Krankenhaus der Stadt ab. So oft er kann, besucht Erik ihn heimlich zusammen mit Dexters Mutter Linda und versucht ihn aufzuheitern, indem Dexter sich beispielsweise totstellt und Erik scheinbar verzweifelt vorbeilaufende Krankenschwestern herbeiruft, um sie dann durch den hochfahrenden Dexter zu erschrecken.
Bei der letzten dieser Aktionen wird aus dem kindlichen Spaß jedoch tragischer Ernst: der herbeigerufene Arzt kann nur noch den Tod von Dexter feststellen.
Die trauernde Linda bringt Erik vom Krankenhaus nach Hause. Erik bittet ihr, ihm zu verzeihen, da er kein Heilmittel hat finden können. Sie nimmt ihn jedoch in die Arme und sagt, dass er ihrem Sohn etwas ebenso Wichtiges gegeben hätte: wahre Freundschaft. Als sie zuhause ankommen, empfängt Gail ihren Sohn erneut voller Zorn, schlägt und erniedrigt ihn. Linda bittet darum, alleine mit Gail zu sprechen; während dieses Gesprächs droht sie ihr, sie umzubringen, sollte sie Erik, der soeben den Tod seines besten Freundes erleben musste und so viel für diesen getan hatte, noch einmal anrühren.
Bei der Beerdigung von Dexter lässt Linda Erik alleine im Raum mit dem aufgebahrten Freund. Er zieht einen seiner Schuhe aus und legt ihn in den Sarg. Den Schuh hatte er Dexter einst Nachts während ihrer Reise nach New Orleans gegeben, da dieser häufige von Todesangst geprägte Alpträume hatte. Der Schuh sollte ihm zeigen, dass Erik immer für ihn da sein würde und er somit auch Nachts keine Angst haben müsste. Gleichzeitig nimmt er einen von Dexters Schuhen mit und lässt diesen kurz darauf in dem kleinen Nebenfluss davon schwimmen, in welchem sie sich zuvor einst mit dem Floß auf dem Weg zum Mississippi gemacht hatten.

## Rezeption

### Kritiken

#### Internationale Kritiken
Laut Rotten Tomatoes erhielt die englischsprachige Originalversion des Films gemischte Kritiken, 45 % positive gemessen an 11 Rezensionen. Dem gegenüber stehen 85 % positive Zuschauerbewertungen.
Stephen Holden gab für die New York Times eine gemischte Kritik, er stellte zwar eine gute Leistung der Hauptdarsteller hervor, die dafür sorge, dass sich der Film in puncto emotionaler Tiefe von typischen Krankenhausserien deutlich abhebe, dass er zuweilen aber zu sentimental werde und außerdem AIDS in seinen Symptomen verharmlost darstelle.
Kevin Thomas von den Los Angeles Times gab ebenfalls eine gemischte Kritik, zwar gelinge es dem Film insgesamt, eine emotionale Geschichte einfühlsam zu erzählen, was vor allem an der starken Leistung der Hauptcharaktere liege, er habe aber zu viele lose Enden und erkläre die Ausgangssituation nur ungenügend. Des Weiteren werde durch die Beschimpfungen der Hauptfiguren als Homosexuelle unbeabsichtigt eine Unterteilung in schwule und übrige AIDS-Kranke vorgenommen, anstatt ein Plädoyer für bedingungsloses Mitgefühl zu geben.

#### Deutsche Kritiken
Das Portal Kino.de urteilt: „Das einfühlsam konstruierte Drehbuch von Robert Kuhn schildert die Freundschaftsgeschichte zweier Außenseiter, die sich auf eine ‚Huck Finn‘-artige Suche nach einem Heilmittel begeben. Zur emotionalen Einbindung tragen vor allem die herausragenden schauspielerischen Leistungen der beiden Protagonisten Joseph Mazzello (‚Jurassic Park‘) als Dexter und Brad Renfro (‚Der Klient‘) als Erik bei.“
Für das Lexikon des internationalen Films handelt es sich um ein „belangloses Rührstück von naiver Problemsicht und bescheidenem Unterhaltungswert, das auch schauspielerisch weitgehend enttäuscht.“

### Auszeichnungen
Brad Renfro und Joseph Mazzello erhielten für ihre Darstellung der Hauptfiguren gemeinsam den Young Artist Award des Jahres 1996 in der Kategorie Best Young Leading Actor: Feature Film.

### Einspielergebnis
The Cure war zunächst als deutlich größere Produktion konzipiert, wurde aber schließlich als Low-Budget-Film realisiert und kostete insgesamt 3 Millionen Dollar. Er spielte in den USA insgesamt 2,56 Millionen Dollar ein und war somit ein kommerzieller Misserfolg.